# Arreglo de La Haya relativo al depósito internacional de dibujos y modelos industriales
El Arreglo de La Haya relativo al depósito internacional de dibujos y modelos industriales, también conocido como sistema de La Haya, es un conjunto de tratados internacionales que proporcionan un mecanismo para registrar un diseño industrial en varios países por medio de una sola solicitud presentada en un idioma y con tarifas únicas. El sistema es administrado por la OMPI .

## Instrumentos internacionales
El Arreglo de La Haya consiste en varios tratados individuales, los más importantes son: el Arreglo de La Haya de 1925, el Acta de Londres del 2 de junio de 1934, el Acta de La Haya del 28 de noviembre de 1960 (modificado por el Acta de Estocolmo de 1967),  y el Acta de Ginebra del 2 de julio de 1999.
La versión original del Acuerdo (la versión de La Haya de 1925) ya no se aplica, ya que todos los Estados partes firmaron instrumentos posteriores. El Acta de Londres de 1934 se aplicó formalmente entre estados firmantes del Acta de Londres pero que no suscribieron el Acta de La Haya y/o el Acta de Ginebra en relación con otros estados que sí formaban parte del Acta de Londres. Sin embargo, desde el 1 de enero de 2010, los estados contratantes del Acta de Londres decidieron congelar su aplicación.
Los países pueden convertirse en parte del Acta de 1960 (La Haya), del Acta de 1999 (Ginebra) o de ambas. Si un país suscribe solo un Acta, los solicitantes de ese país solo pueden utilizar el sistema de La Haya para obtener protección para sus diseños en otros países que suscriben la mismo Acta. Por ejemplo, debido a que la Unión Europea solo ha firmado el Acta de 1999 (Ginebra), los solicitantes con domicilio en la Unión Europea solo pueden obtener protección en países que también han firmado el Acta de 1999.

## Partes Contratantes (países miembros)
El Sistema de La Haya tiene actualmente 79 miembros que representan 96 países. Todas las partes contratantes de uno o más de los instrumentos del Arreglo de La Haya son miembros de la Unión de La Haya. A continuación se muestra una lista:
| Miembro               | La Haya (1925)                          | Londres (1934)                                   | La Haya (1960)                           | Estocolmo (1967)                        | Ginebra (1999)           | Alcance territorial |
| --------------------- | --------------------------------------- | ------------------------------------------------ | ---------------------------------------- | --------------------------------------- | ------------------------ | --- |
| OAPI                  |                                         |                                                  |                                          |                                         | 16 de septiembre de 2008 | |
| Albania               |                                         |                                                  | 19 de marzo de 2007                      | 19 de marzo de 2007                     | 19 de marzo de 2007      | |
| Armenia               |                                         |                                                  |                                          |                                         | 13 de julio de 2007      | |
| Azerbaiyán            |                                         |                                                  |                                          |                                         | 08 de diciembre de 2010  | |
| Brasil                |                                         |                                                  |                                          |                                         | 1 de agosto de 2023      | |
| Bielorrusia           |                                         |                                                  |                                          |                                         | 19 de julio de 2021      | |
| Bélgica               | 27 de julio de 1929- 1 de enero de 1975 | 24 de noviembre de 1939- 1 de enero de 1975      | 01 de agosto de 1984                     | 28 de mayo de 1997                      | 18 de diciembre de 2018  | Este territorio también forma parte de la Unión Europea |
| Belice                |                                         |                                                  | 12 de julio de 2003                      | 12 de julio de 2003                     | 09 de febrero de 2019    | |
| Benín                 |                                         | 02 de noviembre de 1986- 18 de octubre de 2016   | 02 de noviembre de 1986                  | 02 de enero de 1987                     |                          | Este territorio también forma parte de la OAPI |
| Bosnia y Herzegovina  |                                         |                                                  |                                          |                                         | 24 de diciembre de 2008  | |
| Botsuana              |                                         |                                                  |                                          |                                         | 05 de diciembre de 2006  | |
| Brunéi                |                                         |                                                  |                                          |                                         | 24 de diciembre de 2013  | |
| Canadá                |                                         |                                                  |                                          |                                         | 5 de noviembre de 2018   | |
| Camboya               |                                         |                                                  |                                          |                                         | 25 de febrero de 2017    | |
| China                 |                                         |                                                  |                                          |                                         | 5 de mayo de 2022        | excluyendo Hong Kong y Macao |
| Costa de Marfil       |                                         | 30 de mayo de 1993- 18 de octubre de 2016        | 30 de mayo de 1993                       | 30 de mayo de 1993                      |                          | Este territorio también forma parte de la OAPI |
| Croacia               |                                         |                                                  | 12 de febrero de 2004                    | 12 de febrero de 2004                   | 12 de abril de 2004      | Este territorio también forma parte de la Unión Europea |
| Dinamarca             |                                         |                                                  |                                          |                                         | 09 de diciembre de 2008  | Este territorio también forma parte de la Unión Europea Incluye Groenlandia (2011) Islas Feroe (2016)                                                                                                   |
| Alemania Oriental     |                                         | ’’1949- 3 de octubre de 1990’’                   | 07 de mayo de 1989- 3 de octubre de 1990 | 7 de mayo de 1989- 3 de octubre de 1990 |                          | |
| Egipto                |                                         | 01 de julio de 1952- 18 de octubre de 2016       |                                          |                                         | 27 de agosto de 2004     | |
| Estonia               |                                         |                                                  |                                          |                                         | 23 de diciembre de 2012  | Este territorio también forma parte de la Unión Europea |
| Unión Europea         |                                         |                                                  |                                          |                                         | 01 de enero de 2008      | |
| Finlandia             |                                         |                                                  |                                          |                                         | 01 de mayo de 2011       | Este territorio también forma parte de la Unión Europea |
| Francia               | 20 de octubre de 1930                   | 25 de junio de 1939- 18 de octubre de 2016       | 01 de agosto de 1984                     | 27 de septiembre de 1975                | 18 de marzo de 2007      | Este territorio también forma parte de la Unión Europea Including all territories |
| Gabón                 |                                         |                                                  | 18 de agosto de 2003                     | 18 de agosto de 2003                    |                          | Este territorio también forma parte de la OAPI |
| Alemania              | 01 de junio de 1928                     | 13 de junio de 1939- 18 de octubre de 2016       | 01 de agosto de 1984                     | 27 de septiembre de 1975                | 13 de febrero de 2010    | Este territorio también forma parte de la Unión Europea En las actas de Estocolmo y La Haya incluye a Land Berlin                                                                                       |
| Georgia               |                                         |                                                  | 01 de agosto de 2003                     | 01 de agosto de 2003                    | 23 de diciembre de 2003  | |
| Ghana                 |                                         |                                                  |                                          |                                         | 16 de septiembre de 2008 | |
| Grecia                |                                         |                                                  | 18 de abril de 1997                      | 18 de abril de 1997                     |                          | Este territorio también forma parte de la Unión Europea |
| Hungría               |                                         | 7 de abril de 1984- 1 de febrero de 2005         | 01 de agosto de 1984                     | 07 de abril de 1984                     | 01 de mayo de 2004       | Este territorio también forma parte de la Unión Europea |
| Islandia              |                                         |                                                  |                                          |                                         | 23 de diciembre de 2003  | |
| Indonesia             |                                         | 27 de diciembre de 1949- 3 de junio de 2010      |                                          |                                         |                          | |
| Israel                |                                         |                                                  |                                          |                                         | 3 de enero de 2020       | |
| Italia                |                                         |                                                  | 13 de junio de 1997                      | 13 de agosto de 1987                    |                          | Este territorio también forma parte de la Unión Europea |
| Jamaica               |                                         |                                                  |                                          |                                         | 10 de febrero de 2022    | |
| Japón                 |                                         |                                                  |                                          |                                         | 13 de mayo de 2015       | |
| Kirguistán            |                                         |                                                  | 17 de marzo de 2003                      | 17 de marzo de 2003                     | 23 de diciembre de 2003  | |
| Letonia               |                                         |                                                  |                                          |                                         | 26 de julio de 2005      | Este territorio también forma parte de la Unión Europea |
| Liechtenstein         | 14 de julio de 1933                     | 28 de enero de 1951- 18 de octubre de 2016       | 01 de agosto de 1984                     | 27 de septiembre de 1975                | 23 de diciembre de 2003  | |
| Lituania              |                                         |                                                  |                                          |                                         | 26 de septiembre de 2008 | Este territorio también forma parte de la Unión Europea |
| Luxemburgo            |                                         |                                                  | 01 de agosto de 1984                     | 28 de mayo de 1979                      | 18 de diciembre de 2018  | Este territorio también forma parte de la Unión Europea |
| Macedonia del Norte   |                                         |                                                  | 18 de marzo de 1997                      | 18 de marzo de 1997                     | 22 de marzo de 2006      | |
| Mali                  |                                         |                                                  | 07 de septiembre de 2006                 | 07 de septiembre de 2006                |                          | Este territorio también forma parte de la OAPI |
| Mauricio              |                                         |                                                  |                                          |                                         | 6 de mayo de 2023        | |
| México                |                                         |                                                  |                                          |                                         | 6 de junio de 2020       | |
| Moldavia              |                                         |                                                  | 14 de marzo de 1994                      | 14 de marzo de 1994                     | 23 de diciembre de 2003  | |
| Mónaco                |                                         | 29 de abril de 1956- 18 de octubre de 2016       | 01 de agosto de 1984                     | 27 de septiembre de 1975                | 09 de junio de 2011      | |
| Mongolia              |                                         |                                                  | 12 de abril de 1997                      | 12 de abril de 1997                     | 19 de enero de 2008      | |
| Montenegro            |                                         |                                                  | 03 de junio de 2006                      | 03 de junio de 2006                     | 05 de marzo de 2012      | Sucesión de Serbia y Montenegro |
| Marruecos             | 20 de octubre de 1930                   | 21 de enero de 1941- 18 de octubre de 2016       | 13 de octubre de 1999                    | 12 de octubre de 1999                   |                          | |
| Namibia               |                                         |                                                  |                                          |                                         | 13 de junio de 2004      | |
| Países Bajos          | 1 de junio de 1928- 1 de enero de 1975  | 5 de agosto de 1948- 1 de enero de 1975          | 01 de agosto de 1984                     | 28 de junio de 1979                     | 18 de diciembre de 2018  | Este territorio también forma parte de la Unión Europea El Acta de Londres incluía a las Indias Orientales Neerlandesas, Surinam, Antillas Neerlandesas, Aruba, Curazao, San Martín y Caribe Neerlandés |
| Nigeria               |                                         |                                                  | 20 de septiembre de 2004                 | 20 de septiembre de 2004                |                          | Este territorio también forma parte de la OAPI |
| Corea del Norte       |                                         |                                                  | 27 de mayo de 1992                       | 27 de mayo de 1992                      | 13 de septiembre de 2016 | |
| Noruega               |                                         |                                                  |                                          |                                         | 17 de junio de 2010      | |
| Omán                  |                                         |                                                  |                                          |                                         | 04 de marzo de 2009      | |
| Polonia               |                                         |                                                  |                                          |                                         | 02 de julio de 2009      | Este territorio también forma parte de la Unión Europea |
| Rusia                 |                                         |                                                  |                                          |                                         | 28 de febrero de 2018    | |
| Rumania               |                                         |                                                  | 18 de julio de 1992                      | 18 de julio de 1992                     | 23 de diciembre de 2003  | Este territorio también forma parte de la Unión Europea |
| Ruanda                |                                         |                                                  |                                          |                                         | 31 de agosto de 2011     | |
| Samoa                 |                                         |                                                  |                                          |                                         | 2 de enero de 2020       | |
| San Marino            |                                         |                                                  |                                          | 26 de enero de 2019                     |                          | |
| Santo Tomé y Príncipe |                                         |                                                  |                                          |                                         | 08 de diciembre de 2008  | |
| Senegal               |                                         | 30 de junio de 1984- 18 de octubre de 2016       | 01 de agosto de 1984                     | 30 de junio de 1984                     |                          | Este territorio también forma parte de la OAPI |
| Serbia                |                                         |                                                  | 30 de diciembre de 1993                  | 30 de diciembre de 1993                 | 09 de diciembre de 2009  | |
| Singapur              |                                         |                                                  |                                          |                                         | 17 de diciembre de 2005  | |
| Eslovenia             |                                         |                                                  | 13 de enero de 1995                      | 13 de enero de 1995                     | 23 de diciembre de 2003  | Este territorio también forma parte de la Unión Europea |
| Corea del Sur         |                                         |                                                  |                                          |                                         | 01 de julio de 2014      | |
| España                | 01 de junio de 1928                     | 2 de marzo de 1956- 18 de octubre de 2016        |                                          |                                         | 23 de diciembre de 2003  | Este territorio también forma parte de la Unión Europea En las actas de La Haya y Londres incluyen al Protectorado español de Marruecos y colonias                                                      |
| Surinam               |                                         | 25 de noviembre de 1975- 18 de octubre de 2016   | 01 de agosto de 1984                     | 23 de febrero de 1977                   |                          | |
| Suiza                 | 01 de junio de 1928                     | 24 de noviembre de 1939- 19 de noviembre de 2010 | 01 de agosto de 1984                     | 27 de septiembre de 1975                | 23 de diciembre de 2003  | |
| Siria                 |                                         |                                                  |                                          |                                         | 07 de mayo de 2008       | |
| Tayikistán            |                                         |                                                  |                                          |                                         | 21 de marzo de 2012      | |
| Tánger                | 6 de marzo de 1936- 1956                | 13 de junio de 1939- 1956                        |                                          |                                         |                          | Ahora parte de Marruecos |
| Túnez                 | 20 de octubre de 1930                   | 04 de octubre de 1942- 18 de octubre de 2016     |                                          |                                         | 13 de junio de 2012      | |
| Turquía               |                                         |                                                  |                                          |                                         | 01 de enero de 2005      | |
| Turkmenistán          |                                         |                                                  |                                          |                                         | 16 de marzo de 2016      | |
| Ucrania               |                                         |                                                  | 28 de agosto de 2002                     | 28 de agosto de 2002                    | 23 de diciembre de 2003  | |
| Reino Unido           |                                         |                                                  |                                          |                                         | 13 de junio de 2018      | Hasta 2021 también formaba parte de la Unión Europea. Incluye a Isla de Man (2018-) y Guernsey (2021-)                                                                                                  |
| Estados Unidos        |                                         |                                                  |                                          |                                         | 13 de mayo de 2015       | |
| Ciudad del Vaticano   |                                         | 29 de junio de 1960- 4 de agosto de 2007         |                                          |                                         |                          | |
| Vietnam               |                                         |                                                  |                                          |                                         | 30 de diciembre de 2019  | |

Notas
1. ↑  Este tratado se encuentra en suspensión desde 2013.
2. 1 2 3 4 5 6 7 8 9  Los países que forman parte del Benelux conforman un solo territorio para los efectos de este tratado.

## Uso del sistema

### Requisitos para utilizar el sistema de La Haya
Los solicitantes califican para usar el sistema de La Haya sobre la base de cualquiera de los siguientes criterios:
- el solicitante es nacional de una Parte Contratante (es decir, un país miembro)
- el solicitante está domiciliado en una Parte Contratante
- el solicitante tiene un establecimiento industrial o comercial real y efectivo en el territorio de una Parte Contratante
- el solicitante tiene su residencia habitual en una Parte Contratante (solo disponible si la Parte Contratante en cuestión se ha adherido al Acta de Ginebra de 1999).

Un solicitante que no califique bajo uno de estos supuestos no puede usar el sistema de La Haya. Las Partes Contratantes incluyen no solo países individuales, sino también organizaciones intergubernamentales como la Organización Africana de la Propiedad Intelectual (OAPI) y la Unión Europea. Esto significa que un solicitante domiciliado en un país miembro de la UE que no sea una Parte contratante, como Austria o el Reino Unido, puede, no obstante, utilizar el sistema de La Haya sobre la base de su domicilio en la Unión Europea.

### Requerimientos de aplicación
La solicitud puede presentarse en inglés, francés o español, a elección del solicitante. La solicitud debe contener una o más vistas de los diseños en cuestión y puede incluir hasta 100 diseños diferentes siempre que los diseños estén todos en la misma clase de la Clasificación Internacional de Diseños Industriales (Clasificación de Locarno).
El pago de la solicitud se compone de tres tipos de tasas: una tasa básica, una tasa de publicación y una tasa de designación para cada Parte Contratante designada.

### Procedimiento de examen y registro
La solicitud es examinada por los requisitos formales de la Oficina Internacional de la OMPI, la cual brinda al solicitante la oportunidad de corregir ciertas irregularidades en la solicitud. Una vez cumplidos los requisitos formales, se inscribe en el Registro Internacional y los detalles se publican electrónicamente en el Boletín de Diseños Internacionales en el sitio web de la OMPI.
Si una Parte Contratante designada considera que un diseño que ha sido registrado para protección en otra Parte Contratante no cumple con sus criterios nacionales de registrabilidad (por ejemplo, considera que el diseño no es nuevo), debe notificar a la Oficina Internacional la negativa del registro para esa Parte Contratante. En cada Parte Contratante donde no se emita tal denegación, el registro internacional surtirá efecto y otorgará la misma protección que si el diseño o los diseños hubieran sido registrados conforme a la legislación nacional de esa Parte Contratante.

### Duración y renovación
La duración de un registro internacional es de cinco años, prorrogables en nuevos períodos de cinco años hasta la duración máxima permitida por cada Parte Contratante. En el Acta de Londres de 1934 el plazo máximo era de 15 años.
La Oficina Internacional gestiona las renovaciones de forma centralizada. El solicitante paga una tasa de renovación y notifica a la Oficina Internacional de los países para los que se renovará el registro.